# Antares
Antares (α Škorpijona (α Sco, α Scorpii)) je najsvetlejša zvezda v ozvezdju Škorpijon in ena najsvetlejših na celotnem nočnem nebu. Poleg Aldebarana, Spike in Regula je ena izmed štirih najsvetlejših zvezd, ki ležjo manj kot 5° od ekliptike. Po barvi podoben Aldebaran leži skoraj neposredno nasproti Antaresu v živalskem krogu.
V primerjavi z našim Soncem, bi njen premer dosegel Jupitrovo tirnico. Masa zvezde je 15 do 18 Sončevih, njen izsev pa je 10.000 krat večji. Oddaljen je približno 600 svetlobnih let od Sonca in je dvozvezdje.
Ime izvira iz grščine (Αντάρης: Antáres) in pomeni se drži nasproti Aresa (Marsa). Zaradi barvne podobnosti s planetom Mars so ga skozi zgodovino opazovali z zanimanjem. Po stari arabski tradiciji je Antares zvezda pesnika bojevnika Antare. Mnogo egipčanskih templjev je usmerjenih v smeri Antaresa.
Ker je Antares tako blizu ekliptike, ga lahko zakrije Luna in redko tudi kakšen planet. 17. novembra 2400 bo Antares zakrila Venera.